# Кларк Гриффин
Кларк Гри́ффин, также известная, как Ванхе́да или Ванэ́да (англ. Wanheda) — вымышленный персонаж, один из главных героев американской постапокалиптической подростковой литературы научно-фантастической трилогии Кэсс Морган и телевизионного сериала «Сотня» на The CW (где её роль исполняет австралийская актриса Элайза Тейлор). Впервые появляется в первом романе The 100 trilogy и позже в пилотной серии телесериала, как заключённый в космической колонии, обвинённый в измене. Была одним из 100 правонарушителей, отправленных на Землю, чтобы проверить, пригодна ли планета для проживания после ядерной войны.

## Персонаж

### Роман
Кларк Гриффин родилась и выросла в космической Колонии над Землёй. Её родители — врачи Дэвид и Мэри Гриффин. Она — студент-медик, который, надеясь пойти по стопам своих родителей — врачей, обучается под руководством главного медицинского советника — Доктора Лахири. Состоит в отношениях с сыном Канцлера — Уэлсом Джахой. Обнаружив, что её родители под давлением коррумпированного вице-канцлера Родоса проводят незаконные опыты над детьми, она рассказывает об этом Уэллсу, который, несмотря на то, что дал клятву не говорить никому, рассказывает о преступлении своему отцу, в надежде спасти Гриффинов от Родоса. Гриффинов арестуют, Родосу, ввиду отсутствия доказательств его участия, удаётся избежать ответственности. Отношения Кларк и Уэлса прекращаются; Кларк предполагает, что её родителей казнили после их ареста, и это порождает ненависть к Уэлсу.
Спустя два года Совет решает послать сто заключенных-подростков исследовать Землю на пригодность к проживанию. В группе, получившей неофициальное название «Сотня», состоят Кларк, Уэллс, Октавия Блейк, её старший брат Беллами и подруга Кларк — Талия. После прибытия на Землю Кларк и Беллами начинают испытывать симпатию друг к другу, в итоге между ними развиваются романтические отношения, в то время как она является лидером Сотни вместе с Уэллсом.
Через некоторое время кто-то устраивает пожар в лагере, и члены Сотни понимают, что не одиноки на Земле. Сотня захватывает Сашу Валгров — девочку, рождённую на Земле, и она рассказывает, что существуют люди из Колонии, которые прибыли на Землю до Сотни. Кларк встречается с отцом Саши, Максом, который является лидером подземной колонии, находящейся на частично разрушенной военной базе Маунт-Уэзер. Макс рассказывает, что два года назад он помог родителям Кларк, давая ей надежду, что они ещё живы. Она также обнаруживает, что Уэллс и Беллами являются сводными братьями по отцу, после чего Уэллс понимает, что Беллами — это тайный сын его отца от предыдущих отношений.
После падения прибывают корабли из Колонии, вице-канцлер Родос предпринимает попытки взять контроль над людьми Кларк, которыми управляли Беллами и Уэллс на Земле. С помощью Саши Кларк, Уэллс и Беллами убегают, саму Сашу убивают, когда она пытается помочь Октавии. Гора Везер и войска Родоса сражаются; Кларк, Беллами и Уэллс захвачены в ходе первоначального обмена, но их союзники успевают одержать победу и захватить Родоса, прежде, чем он убьёт лидеров Сотни.
Во время похорон Саши Кларк воссоединяется со своими родителями и мирится с Уэллсом, так как её родители на самом деле живы, но подростки не возобновляют свои отношения, потому что Кларк влюблена в Беллами, с которым она чувствует себя счастливее, чем когда она была с Уэллсом.

### Телесериал

#### Биография
Кларк родилась в 2131 и выросла на Ковчеге, её родители — инженер Джейк и доктор Эбигейл (Эбби) Гриффин. Джейк Гриффин инспектировал системы жизнеобеспечения Ковчега, Эбби была главным врачом и членом Совета Ковчега. Джейк обнаружил, что ресурсы Ковчега истощены, кислорода не хватает, и системы его регенерации смогут работать не более 6 месяцев. Он поделился этим с Эбби и Кларк и планировал обнародовать информацию, но Эбби сообщила о его намеренияx Канцлеру в страхе, что это может напугать жителей Ковчега, и канцлер приказал ему не делать этого. Позднее он был казнён посредством выбрасывания в открытый космос. Кларк как пособник была заключена в тюрьму (так как ей ещё не было 18, она не могла подвергнуться такому же наказанию, как её отец) по обвинению в измене.
В это время Совет, в который входила мать Кларк, разработал новый проект: исследовать Землю на пригодность для проживания. Опираясь на расчёты Джейка Гриффина, они решили действовать немедленно и отправить Сотню (100 детей-заключённых) на Землю в качестве разведчиков. Из-за статуса заключённого Кларк считалась расходным материалом, и Совет имел право распоряжаться её судьбой, как он сочтёт нужным, поэтому Эбигейл Гриффин (мать Кларк) записала дочь в Сотню.

#### Сюжетная линия
В первом сезоне Кларк и остальные 100 + 1 (Беллами Блейк) правонарушителей отправляются на Землю на корабле Исхода. После приземления корабля Кларк и Беллами Блейк начинают бороться за лидерство и контроль над Сотней. В течение всего первого сезона члены Сотни признают лидерство Беллами, но Кларк является негласным лидером. Первый сезон заканчивается грандиозной битвой Сотни с землянами, после чего  Кларк попадает на базу, находящуюся в недрах горы Везер, будучи спасённой горными людьми. Во втором сезоне Кларк, находясь на базе, становится лидером для 47 членов Сотни, попавших туда также, как и она. Сбежав с базы, Кларк инициирует войну Альянса земных кланов против горных людей. Желая спасти пленённых членов Сотни и других членов фракции Скайкру, Кларк уничтожает всех горных людей, после чего земляне начинают именовать её Ванхедой (Ванэдой) или Командующей смертью. Затем Кларк становится любовницей Хеды Лексы. После смерти Лексы Ванхеда становится хранителем Огня (чипа, созданного Беккой Прамхедой) и включается в борьбу за власть над Альянсом земных кланов. В ожидании надвигающегося Всеобщего пламени основная деятельность Кларк как хранителя Огня сводится к поиску надблиды (носителя ночной крови), который сможет стать Хедой и остановить попытки начать войну между кланами. В конце четвёртого сезона Кларк сама становится надблидой, после чего пытается стать Хедой, но терпит неудачу.
В 2015 году было подтверждено, что Кларк Гриффин является бисексуалкой, и это сделало её первым главным персонажем, принадлежащим к сообществу ЛГБТ на The CW.
Отрицательная реакция на Кларк Гриффин появилась в пятом сезоне

## Рецензия
Персонаж Кларк Гриффин получил крайне положительные отзывы. Некоторые описывают его как «сердце и двигатель» истории. Кларк была помещена в список Buzzfeed «29 удивительно задиристых женских персонажей 2015 года» и на третье место в списке Tell-Tale TV Heroes Who Crushed It в 2015 году.